# Thomas Bruce, 7. hrabě z Elginu
Thomas Bruce, 7. hrabě z Elginu (20. června 1766 – 14. listopadu 1841) byl skotský šlechtic, diplomat, voják a politik. Je znám především kvůli kontroverznímu odvezení mramorových soch (také známých jako Elginovy mramory) z Athénského chrámu v Parthenónu. Na tento akt bývá některými nahlíženo jako na čin kulturního vandalismu a krádeže. Je předmětem desítky let trvajícího sporu mezi Velkou Británií, která Elginovy mramory vystavuje v Britském muzeu v Londýně, a Řeckem, které usiluje o jejich návrat.

## Život
Byl třetím synem Charlese Bruce, 5. hraběte z Elginu. V roce 1790 vstoupil do diplomacie (v roce 1792 byl velvyslancem Velké Británie v Bruselu a v roce 1795 v Berlíně). V letech 1799 až 1803 byl velvyslancem v Cařihradu (dnešním Istanbulu) v Osmanské říši.
Během jeho působení na této pozici se mu podařilo do roku 1812 vyvézt do Británie tzv. Elginovy mramory (angl. Elgin marbles). Ty zahrnovaly přes 20 soch z obou průčelí, 15 metóp a 95 metrů vnitřní římsy čili více než polovinu zachované sochařské výzdoby athénského Parthenónu a řadu plastik z dalších starověkých budov na Akropoli. V následující dlouhé a ostré polemice ohledně zákonnosti tohoto vývozu se Elgin hájil tím, že k tomu získal povolení (tzv. firman) Osmanské říše, která v té době okupovala Řecko, a tedy i samotné Athény. Nicméně firman ani jeho kopii v bohatých istanbulských archivech se nikdy nepodařilo nalézt, což zavdává pochybnosti o legálnosti celého přesunu.
Elginovým záměrem bylo použít sochy jako výzdobu Broomhall House, rodového sídla Elginů, ovšem vzhledem k jeho nákladnému rozvodu a dluhům musel sbírku v roce 1816 prodat britské vládě. Prodal ji ovšem za nižší cenu, než mu nabízeli jiní sběratelé (například Napoleon), a dokonce za méně, než ho celá akce stála. Od té doby je sbírka vystavena v Britském muzeu.

## Rodina
Thomas Bruce se oženil dvakrát. Poprvé si vzal Mary (1778–1855), jediné dítě Williama Hamiltona Nisbeta z Dirletonu. Spolu měli syna a tři dcery:
- George Charles Constantine (5. dubna 1800 – 1840),
- Mary († 21. prosince 1883),
- Matilda Harriet († 31. května 1857),
- Lucy († 4. září 1881)

Manželství skončilo rozvodem. Znovu se oženil dne 21. září 1810 s Elizabethou (1790–1860) nejmladší dcerou Jamese Townsenda Oswalda. Spolu měli čtyři syny a tři dcery:
- James Bruce, 8. hrabě z Elginu
- Robert Bruce
- Frederick Wright Bruce
- Thomas Charles Bruce
- Charlotta-Christian
- Augusta Frederica Elizabeth
- Francesa Anne[10]